# 鮑康
鮑康（1810年—1881年），字子年，號觀古閣主人、巖寺人。安徽歙縣人。清末錢幣學家和金石學家。

## 生平
道光十九年（1839年）舉人，以內閣中書，歷經嘉慶，道光、咸豐、同治及光緒五朝，官至四川夔州知府。隨叔父鮑桂星居京城。生平癖嗜泉幣。在京師與李佐賢、呂堯仙諸人有同好，收藏多前人所未見，被同好尊為“泉師”。
叔父去世後移居长安。流寓秦中時，與蘇兆年、張二銘有往來，並與古币收藏家劉燕庭晨夕過從，互出所藏相質證，凡作偽之器，亦不復諱；主張戒矫、痴、诬三弊：“诋谟前哲，非笑同人，故创一解，戛戛生新，其弊也矫；按图索骥，缺一不可，累百盈千，悉应届我，其弊也痴；好异矜奇，侈为独得，自欺欺人，强词滋惑，其弊也诬”。晚年致仕，同治十一年（1872年），退隱臆園，又號臆園野人，专事著述。卒於光緒十一年。著《觀古閣泉拓》、《觀古閣詩鈔》、《皇朝諡法考》五卷、《泉說》、《續泉說》各一卷。鮑康死後遺物由侄子鮑恩綬繼承，恩綬再傳長子鼎臣，因生活所迫，鼎臣在南昌變賣子年遺物。